# Alice Doyard
Alice Doyard ist eine französische Filmproduzentin und -regisseurin.

## Leben
Alice Doyard studierte Mathematik als Masterstudiengang an der Universität von Paris und später digitalen Film an der DePaul University in Chicago. Anschließend wurde sie Filmproduzentin und -regisseurin. Sie arbeitete unter anderem für Arte und BBC.
2020 produzierte sie Colette von Anthony Giacchino. Der Kurz-Dokumentarfilm behandelt die Auseinandersetzung der Widerstandskämpferin Colette Marin-Catherine mit dem Tod ihres Bruders im KZ Mittelbau-Dora. Für diesen Film erhielt sie den Oscar in der Kategorie Bester Dokumentar-Kurzfilm bei der Oscarverleihung 2021.